# Chiesa di Sant'Ulderico (Aiello del Friuli)
La chiesa di Sant'Ulderico Vescovo è la parrocchiale di Aiello del Friuli, in provincia di Udine ed arcidiocesi di Gorizia; fa parte del decanato di Visco.

## Storia
Sembra che la primitiva chiesa di Aiello venne costruita nel XII secolo. Di questa chiesa esiste ancora soltanto l'abside, che, ridedicata a San Nicolò, è parte integrante del Parco della Rimembranza.
L'attuale chiesa parrocchiale venne edificata tra il 1683 e il 1691 per interessamento del principe Giovanni Cristiano di Eggenberg con sua moglie Ernestine, del pievano Giobatta Michilini e del conte Ulderico della Torre. 
Nel 1699 fu costruito il campanile e la chiesa venne consacrata il 10 giugno 1742 dal vescovo di Pedena Bonifacio Giuseppe Cecotti. Nel 1753 venne edificata la sagrestia.
Tra il 1877 e il 1878 fu realizzato l'attuale pavimento, in pietra carsolina bianca e nera. 
Alla fine del XX secolo la chiesa venne completamente ristrutturata.

## Interno
La chiesa conserva sull'altare laterale intitolato a sant'Antonio la pala raffigurante Sant'Antonio abate con santi e su quello della Consolazione la tela con soggetto Madonna della cintura, dipinti realizzati da Pietro Bainville.